# 百合奖
百合奖是一项中华人民共和国数字电影奖项，创于2001年，经中华人民共和国电影局批准，由电影频道（CCTV-6）主办。该奖项每年评选一次，范围为评奖年度1月1日-12月31日由电影频道节目中心出品并经中国广电总局审查通过的数字电影。

## 奖项设置
- 优秀故事片
- 优秀儿童片奖
- 评委会特别奖
- 优秀导演奖
- 优秀编剧奖
- 优秀男演员奖
- 优秀女演员奖

## 沿革
- 百合奖设立奖项之初，名为电视电影百合奖，且没有单项奖。[2]
- 2003年开始设立单项奖，为导演、编剧、男女演员四奖。
- 随着内地电影技术的进步和数字电影的发展，2006年更名为数字电影百合奖，[3]。2012年更名为“电影百合奖”[4]。

## 单项奖获奖名单
| 百合奖单项奖获奖名单 | 百合奖单项奖获奖名单                                       | 百合奖单项奖获奖名单                                      | 百合奖单项奖获奖名单                                          | 百合奖单项奖获奖名单                                            |
| 年份（届次）         | 优秀导演                                                   | 优秀编剧                                                  | 优秀男演员                                                    | 优秀女演员                                                      |
| -------------------- | ---------------------------------------------------------- | --------------------------------------------------------- | ------------------------------------------------------------- | --------------------------------------------------------------- |
| 2003年（第三届）     | 孙 诚、钱玲玲（《王忠诚》）                                | 郎 云、高 洁（《中国桥》） 张恒茂、武亚军（《家有轿车》） | 李 丁（《家有轿车》）                                         | 普超英（《毛泽东的亲家张文秋》）                                |
| 2004年（第四届）     | 安 澜（《曾克林出关》）                                    | 王力扶（《贞贞》）                                        | 雷恪生（《马世清离婚》）                                      | 高 远（《野狐梁的女人》）                                       |
| 2005年（第五届）     | 朱 枫（《我爱杰西卡》） 赵重光（《法官老张轶事之养老树》） | 邱怀阳（《合同父子》） 赵冬苓（《法官老张轶事之养老树》） | 李雪健（《合同父子》） 李心敏（《摊牌》）                     | 柏 青（《法官老张轶事之养老树》） 郑 萍（《我爱杰西卡》）       |
| 2006年（第六届）     | 刘一兵（《王长喜来了》） 郎 云（《随风而去》）             | 胡雪杨、李 灌（《洪烩面馆》） 乔 梁（《飞》）             | 赵文瑄（《随风而去》） 周晓斌（《法官老张轶事之回避》）       | 陶 虹（《秘密》） 汤 唯（《警花燕子》）                         |
| 2007年（第七届）     | 吴天戈（《啤酒花》） 刘 江（《雪狼》）                     | 李黎明（《村官过大年》） 张 冰（《男人上路》）            | 张洪杰（《村官过大年》） 刘小宁（《男人上路》）               | 苏 丽（《杨得志围城打援》） 迟 蓬（《法官老张轶事之别动感情》） |
| 2008年（第八届）     | 周 伟（《棋王和他的儿子》） 梁 山（《狗小的自行车》）      | 张 冰、柳俊堂（《暮鼓晨钟》） 马泉来（《名媛名票》）      | 李洪涛（《督察队长》） 王志飞（《暮鼓晨钟》）                 | 宋晓英（《大爱如天》） 顾 艳（《狗小的自行车》）                |
| 2009年（第九届）     | 金 舸（《天使看得见》） 高 峰（《十八个手印》）            | 邢原平（《十八个手印》） 魏 人（《无法结局》）            | 李新敏（《十八个手印》） 赵 毅（《走四方》）                  | 董 玲（《横平竖直》） 曹 苑（《美丽的头发》）                   |
| 2010年（第十届）     | 萧 峰（《铁流1949》） 周 伟（《疯狂的玫瑰》）              | 邢原平（《开头那些日子》） 韦 华（《无蝉的夏天》）        | 王景春（《疯狂的玫瑰》） 吕聿来（《无蝉的夏天》）             | 吴 越（《前妻》） 董 玲（《骆驼圈》）                           |
| 2011年（第十一届）   | 安战军（《惊沙》） 高 峰（《老寨》）                       | 谢晓东、周展（《我是植物人》） 邢原平（《老寨》）         | 孙 敏（《守望者》） 李乃文（《我是植物人》）                  | 冯 波（《我是植物人》） 王冰洁（《暗香》）                      |
| 2012年（第十二届）   | 高 峰（《骆驼客》） 金 舸（《百年情书》）                  | 邢原平（《信义兄弟》） 郎云、沂生、刘慧东（《成成烽火》） | 谭 凯（《旋风司令韩先楚》） 李雪健（《百年情书》）            | 蒋梦婕（《百年情书》） 夏 花（《盛糖乐队》）                    |
| 2013年（第十三届）   | 邢树民（《国徽》） 高力强（《神勇投弹手》）                | 吴楠（《万箭穿心》） 曲江涛（《孙子从美国来》）           | 李易祥（《有事找王江》） 张铎（《成成烽火之绝杀》）           | 颜丙燕（《万箭穿心》） 岳红（《深呼吸》）                       |
| 2014年（第十四届）   | 王竞（《大明劫》） 宋国锋（《胡巧英告状》）                | 张挺（《孔二皮进城记》） 杨海波（《卒迹》）               | 安尼瓦尔阿不拉伊提（《我叫阿里木》） 陈创（《孔二皮进城记》） | 沈傲君（《胡巧英告状》） 德姬（《甘南情歌》）                   |
| 2015年（第十五届）   | 安澜（《诱狼》） 髙力强（《梨园伯乐》）                    | 李铭，张馨（《妈妈去哪儿》） 柳桦（《生死船票》）         | 潘长江（《毛驴县令之大事小情》） 任帅（《基隆》）             | 幺依田（《妈妈去哪儿》） 倪景阳（《Hi高考君》）                 |
| 2016年（第十六届）   | 高峰（《骆驼客2之箭在弦》）                                | 方天民（《我的上高》）                                    | 吴军（《三变》）                                              | 范志博（《金城档案》）                                          |
| 2018年（第十七届）   | 鲁坚（《麦子的盖头》）                                     | 王海威，吴卫东（《天水来的姑娘》）                        | 王挺（《麦子的盖头》）                                        | 丁一一（《桌球少女》）                                          |